# Сенмонором
Сенмонором (кхмер. សែនមនោរម្យ) — город в восточной части Камбоджи. Административный центр провинции Мондолькири, а также центр округа Сенмонором.

## Общая информация
В городе имеется 20 гостиниц, 12 ресторанов, 2 бара и нет почтового отделения. Из-за этого Сенмонором нередко сравнивают с приграничными городками старого американского Дикого запада. Город расположен на склоне холма; вокруг есть несколько озёр. В последнее время в городе намечается экономический подъём. Жители близлежащих деревень идут торговать на рынках города.

## География
Абсолютная высота — 733 метра над уровнем моря.

## Население
По данным на 2013 год численность населения составляет 6445 человек.
Динамика численности населения города по годам:
| 1991 | 2001 | 2013 |
| ---- | ---- | ---- |
| 7000 | 4859 | 6445 |

## Достопримечательности
В районе расположено 3 красивых водопада.
- Бу Сра
- Сенмонором
- Римский